# Charles L. Donnelly Jr.

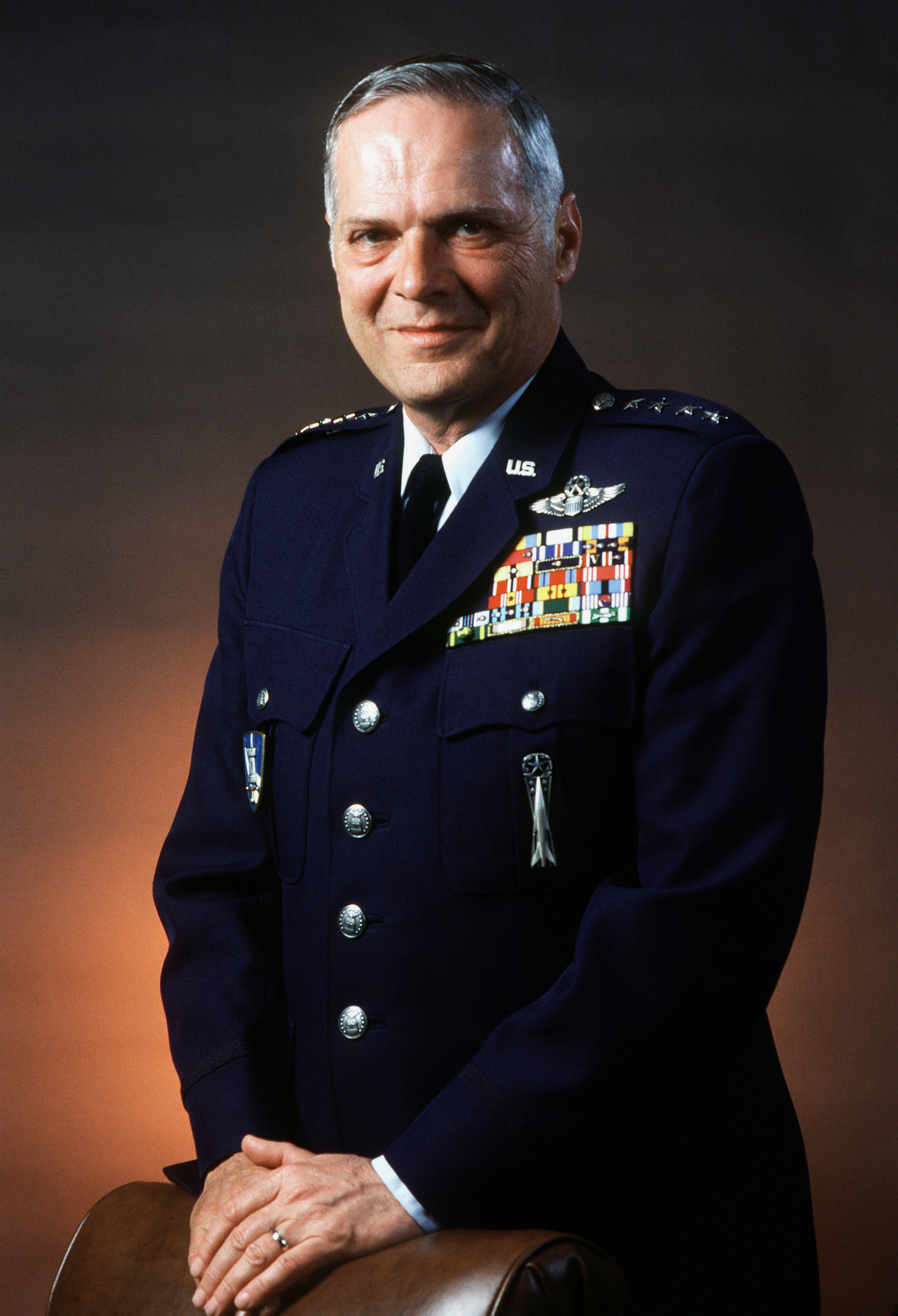
Charles L. Donnelly Jr. (1986)

Charles Lawthers Donnelly Jr. (* 24. August 1929 in Barberton, Summit County, Ohio; † 3. Juli 1994 auf der Andrews Air Force Base, Maryland) war ein General der United States Air Force. Er war unter anderem Kommandeur der United States Air Forces in Europe.
Er war ein Sohn von Charles Lawthers Donnelly (1906–1973) und dessen Frau Flora Riley (1907–1971) und besuchte die öffentlichen Schulen seiner Heimat, wozu auch das Otterbein College gehörte. Nach seinem Abschluss an diesem College im Jahr 1950 trat er in die United States Air Force ein, wo er als Kadett eine Offiziersausbildung begann. Dabei wurde er auch zum Kampfpiloten ausgebildet. Im Jahr 1951 wurde er als Leutnant in das Offizierskorps der Air Force aufgenommen. Dort durchlief er alle Offiziersränge bis zum Vier-Sterne-General.
Im Lauf seiner militärischen Karriere absolvierte Charles Donnelly verschiedene Kurse und Schulungen. Dazu gehörten unter anderem die Squadron Officer School, das Air Command and Staff College, das Air War College und das britische Royal College of Defence Studies in London. Außerdem erhielt er einen akademischen Grad von der George Washington University.
In seinen jüngeren Jahren absolvierte er den für Offiziere der Luftwaffe in den niederen Rangstufen üblichen Dienst in verschiedenen Einheiten und Standorten. Er war auf der Selfridge Air Force Base in Michigan und dann auf der Wheelus Air Base im damaligen Königreich Libyen stationiert. Dabei war er hauptsächlich als Pilot auf verschiedenen Flugzeugtypen eingesetzt. Danach war er auch als Flugausbilder und Stabsoffizier bei verschiedenen Einheiten tätig. Im Jahr 1966 wurde er auf eine Basis in Thailand verlegt von wo er mit der 555th Tactical Fighter Squadron im Vietnamkrieg eingesetzt war. Er flog hauptsächlich Kampfeinsätze über Nordvietnam und Laos.
Nach seiner Rückkehr in die Vereinigten Staaten wurde Donnelly zunächst Stabsoffizier im Hauptquartier der Air Force in Washington, D.C. Danach leitete er in Saudi-Arabien die dortige amerikanische Ausbildungsgruppe (United States Military Training Mission). Daran schloss sich eine Versetzung nach Japan an. Auf der dortigen Yokota Air Base übernahm er das Kommando über die 5. Luftflotte, das er zwischen dem 5. August 1981 und dem 19. Juli 1984 innehatte. Gleichzeitig kommandierte er die United States Forces Japan.
Am 1. November 1984 erhielt er als Nachfolger von Billy M. Minter das Kommando über die auf der Ramstein Air Base in Deutschland ansässige United States Air Forces in Europe. Gleichzeitig war er in Personalunion Kommandeur des Allied Air Commands, das der NATO unterstand. Donnelly behielt diese Ämter bis zum 1. Mai 1987 als William L. Kirk seine Nachfolge antrat. Gleichzeitig schied er aus dem aktiven Militärdienst aus. Während seiner Zeit als aktiver Pilot brachte er es auf über 8000 Flugstunden.
Charles Donnelly verbrachte seinen Lebensabend in Arlington in Virginia. Er starb am 3. Juli 1994 an den Folgen einer Krebserkrankung im Malcolm Grow Medical Center auf der Andrews Air Force Base in Maryland und wurde auf dem amerikanischen Nationalfriedhof Arlington beigesetzt.

## Orden und Auszeichnungen
Charles Donnelly Jr. erhielt im Lauf seiner militärischen Laufbahn unter anderem folgende Auszeichnungen:
- Defense Distinguished Service Medal
- Air Force Distinguished Service Medal
- Defense Superior Service Medal
- Legion of Merit
- Distinguished Flying Cross
- Air Medal
- Air Force Commendation Medal